# Fluorure de chlorosulfonyle
Le fluorure de chlorosulfonyle est un composé chimique de formule SO2ClF utilisé comme solvant pour composés très oxydants.

## Procédures de synthèse

### Avec une chloration
Au laboratoire, sa préparation commence par celle de fluorosulfite de potassium (KSO2F) :
SO2 + KF → KSO2F
Ce sel est alors chloré en fluorure de chlorosulfonyle :
KSO2F + Cl2 → SO2ClF + KCl
Le mélange de KSO2F et de SO2ClF chauffé à 180 °C donne du fluorure de sulfuryle (SO2F2).

### Autres méthodes
Le fluorure de chlorosulfonyle peut également être préparé à partir de substances non gazeuses en traitant le chlorure de sulfuryle (SO2Cl2) avec du fluorure d'ammonium (NH4F) ou du fluorure de potassium (KF) dans de l'acide trifluoroacétique (CF3COOH) :
SO2Cl2 + NH4F → SO2ClF + NH4Cl.